# Dimčo Debeljanov
Dimčo Debeljanov (1887 – 2 ottobre 1916) è stato un poeta simbolista bulgaro.

## Biografia
Di famiglia povera, studiò a Koprivštica ai piedi della Sredna Gora, poi si trasferì a Plovdiv e infine a Sofia dove frequentò la Facoltà di Legge, ma ai codici preferì la frequentazione di giovani scrittori, come il grande Penčo Slavejkov.
Tradusse i simbolisti russi e quelli francesi che allora andavano di moda ed iniziò così la sua carriera di poeta. Fu impiegato in diversi organi statali, ma quello che guadagnava gli permetteva appena di sopravvivere. In una situazione economica ormai insostenibile decise di partire per il fronte come unica soluzione ai suoi problemi di denaro e di solitudine. Furono pubblicate postume alcune sue raccolte poetiche, tra cui Stihovorenija (nel 1920) e Zlatna Pepel (nel 1940).
Questa la sua ultima poesia prima di morire sul fronte macedone a soli 29 anni.
nessuno mi rimpiangerà:

ho perduto la madre,

e sposa non ho trovato,

né amici io ho.

Dal mondo me ne andrò,

sì come venuto son,

senza scalpore, 

come canto che tacito desta inutil ricordo.»